# Serrat de les Cabanelles
El Serrat de les Cabanelles és una serra situada al municipi de Montferrer i Castellbò a la comarca de l'Alt Urgell, amb una elevació màxima de 1.897 metres.